# Блудов (муниципалитет)
Блу́дов (чеш. Bludov, бывш. нем. Bludau) — муниципалитет в центре Чешской Республики, в Среднечешском крае. Входит в состав района Кутна-Гора.
Один из самых малонаселённых муниципалитетов Чехии.

## География
Расположен в южной части района, в 17 км к югу от Кутной-Горы и в 67 км к юго-востоку от центра Праги.
Граничит с муниципалитетами Червене-Яновице (с северо-востока), Чернини (часть Здеславице, с северо-запада), Богданеч (с юго-запада) и Тршебетин (с юго-востока).
Между Кутной-Горой и Тршебетином четыре раза в день по будним дням ходит автобус.

## История
Деревня впервые упоминается в 1550 году, когда она была частью поместья Червене-Яновице.
В 1929 году первым в округе проведено электричество. В 1950 году Блудов вместе с соседним Згоржем составил муниципалитет под именем Згорж.
С 1961 года он вошёл в состав Червене-Яновиц. С 1990 года — вновь самостоятельный муниципалитет.

### Изменение административно-территориального деления
- 1850 год — Австрийская империя, Богемия, край Пардубице, политический и судебный район Кутна-Гора;
- 1855 год — Австрийская империя, Богемия, край Часлав, судебный район Кутна-Гора;
- 1868 год — Австро-Венгрия, Цислейтания, Богемия, политический и судебный район Кутна-Гора[7];
- 1920 год — Чехословацкая Республика, Пражская жупания[чеш.], политический и судебный район Кутна-Гора
- 1928 год — Чехословацкая Республика, Чешская земля, политический и судебный район Кутна-Гора
- 1939 год — Протекторат Богемии и Моравии, Богемия, область Колин, политический и судебный район Кутна-Гора[8]
- 1942 год — Протекторат Богемии и Моравии, Богемия, область Прага, политический и судебный район Кутна-Гора[9]
- 1945 год — Чехословацкая Республика, Чешская земля, административный и судебный район Кутна-Гора[10]
- 1949 год — Чехословацкая Республика, Пражский край, район Кутна-Гора[11]
- 1960 год — ЧССР, Среднечешский край, район Кутна-Гора
- 2003 год — Чехия, Среднечешский край, район Кутна-Гора, ОРП Кутна-Гора

## Достопримечательности
В центре деревни стоит часовня XIX века в честь Яна Непомуцкого.

## Население
| Год  | Численность | Численность |
| ---- | ----------- | ----------- |
| 1869 | 180         | [ 12 ]      |
| 1880 | 159         | [ 12 ]      |
| 1890 | 151         | [ 12 ]      |
| 1900 | 131         | [ 12 ]      |
| 1910 | 138         | [ 12 ]      |
| 1921 | 153         | [ 12 ]      |
| 1930 | 128         | [ 12 ]      |
| 1950 | 92          | [ 12 ]      |
| 1961 | 83          | [ 12 ]      |
| 1970 | 47          | [ 12 ]      |
| 1980 | 35          | [ 12 ]      |
| 1991 | 35          | [ 12 ]      |
| 2001 | 26          | [ 12 ]      |
| 2011 | 25          | [ 12 ]      |
| 2014 | 30          | [ 13 ]      |
| 2016 | 29          | [ 14 ]      |
| 2017 | 27          | [ 15 ]      |
| 2018 | 26          | [ 16 ]      |
| 2019 | 24          | [ 17 ]      |
| 2020 | 25          | [ 18 ]      |
| 2021 | 25          | [ 19 ]      |
| 2022 | 24          | [ 20 ]      |
| 2023 | 22          | [ 21 ]      |
| 2024 | 25          | [ 22 ]      |
| 2025 | 25          | [ 3 ]       |

По переписи 2011 года в деревне проживало 25 человек (16 чехов и 9 не указавших национальность), из них 14 мужчин и 11 женщин (средний возраст — 51,5 лет). 
Из 24 человек старше 14 лет 2 имели базовое (в том числе неоконченное) образование, 18 — среднее, включая учеников (из них 4 — с аттестатом зрелости) и 4 — высшее (все магистры).
Из 25 человек 14 были экономически активны, 10 — неактивны (из них 8 неработающих пенсионеров, 1 рантье и 1 иждивенец).
Из 14 работающих 3 работали в сельском хозяйстве, 4 — в промышленности, 1 — в строительстве, 1 — на госслужбе, 3 — в образовании.

## Галерея

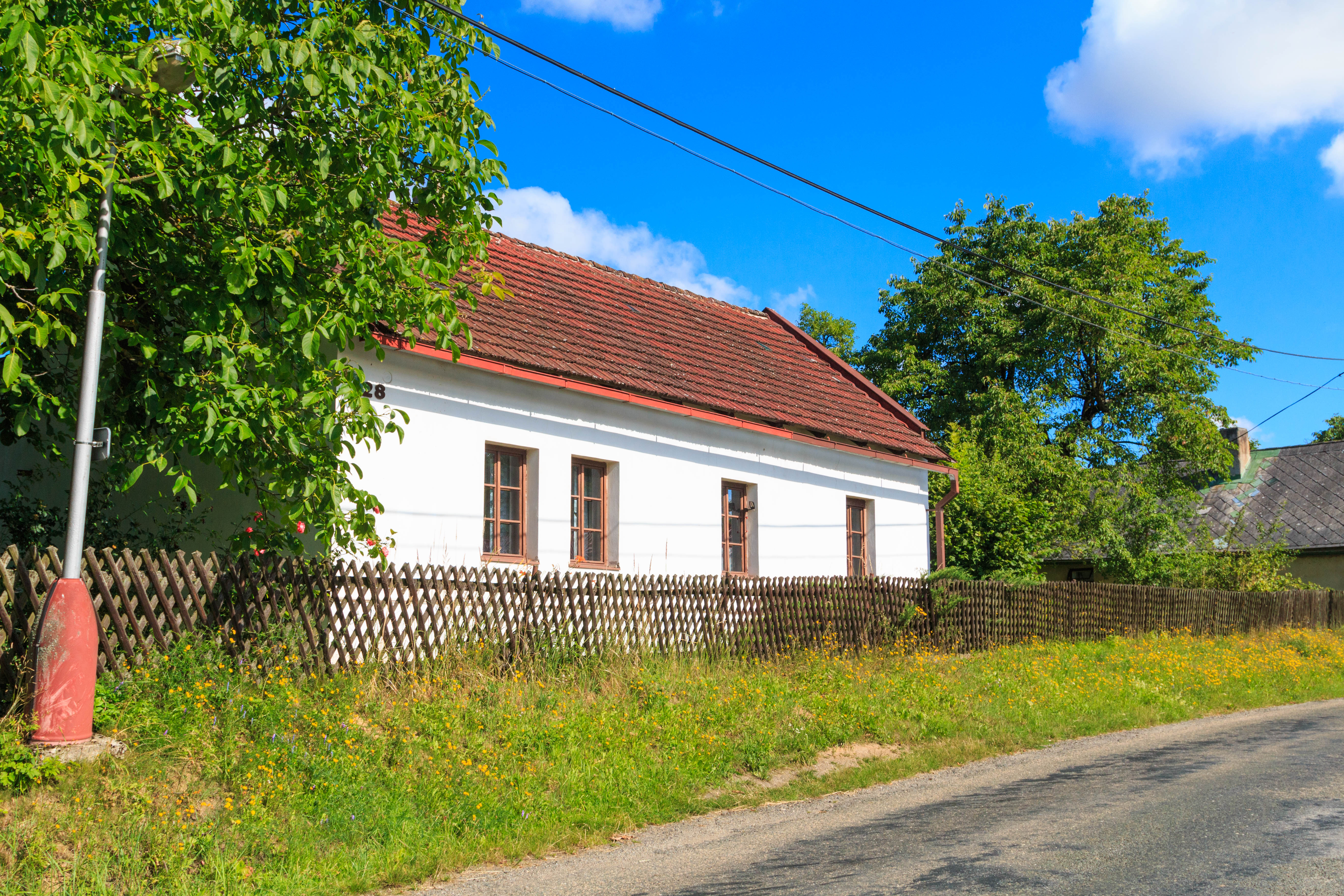
Дом № 28
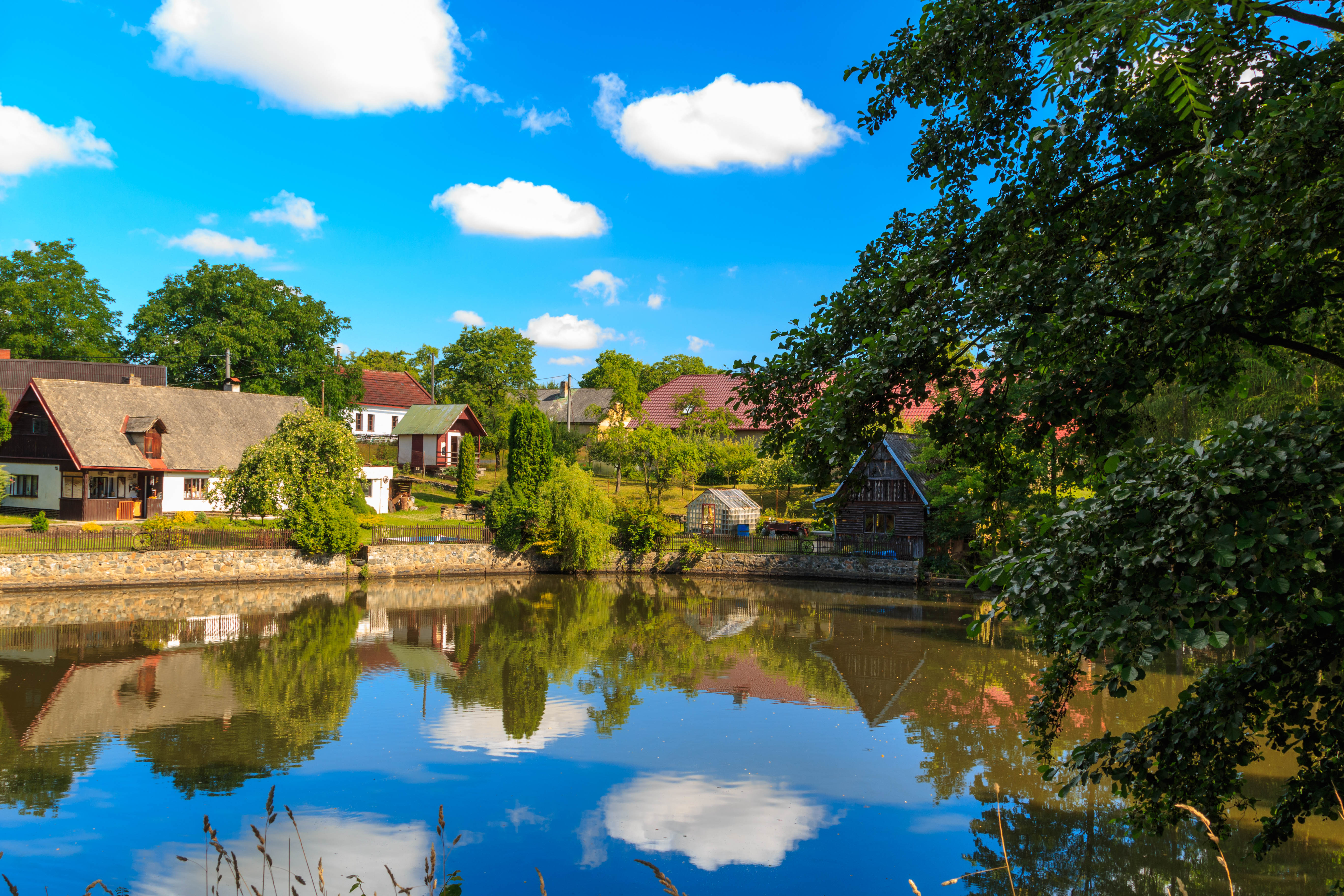
Пруд
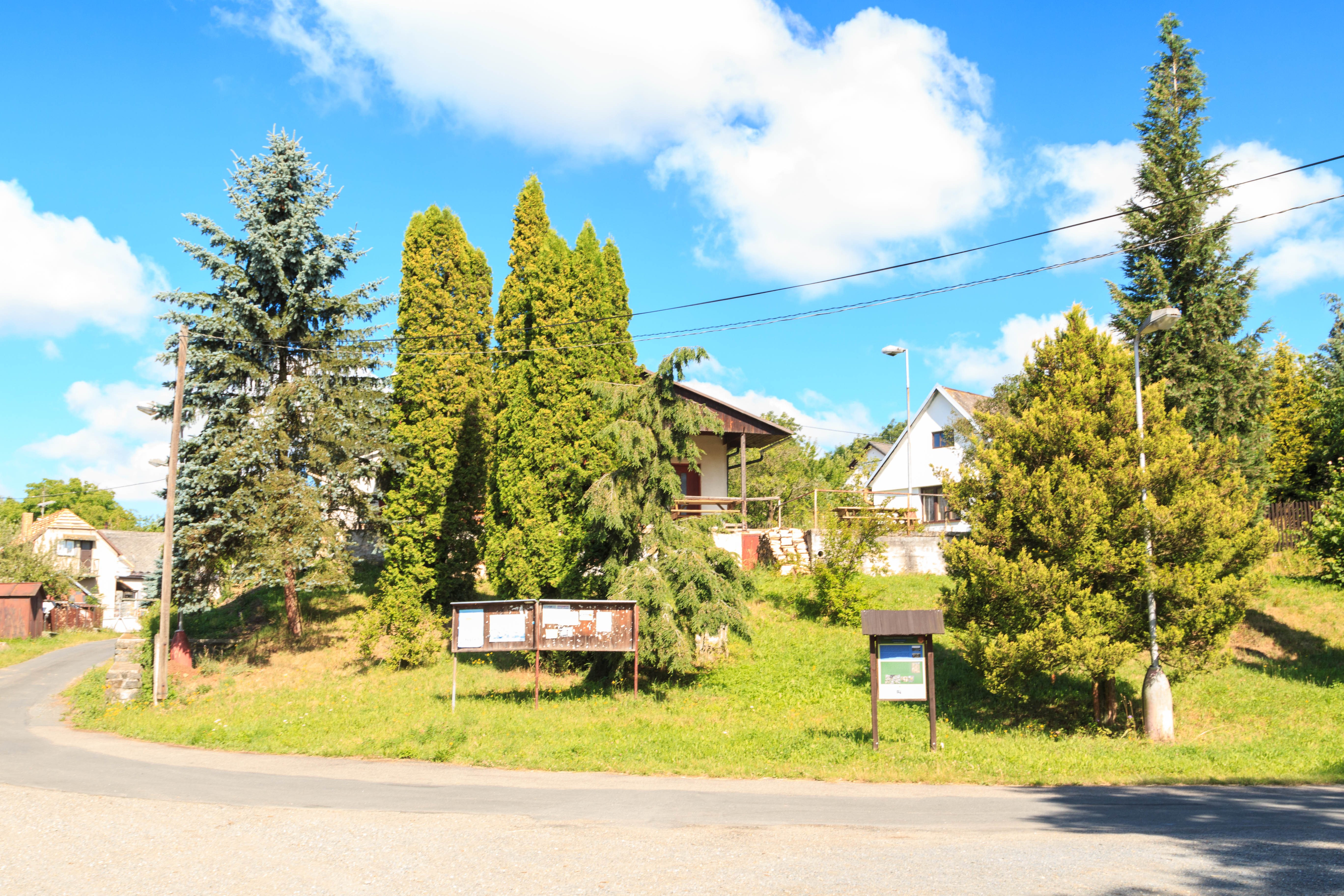
Перекресток в Блудове
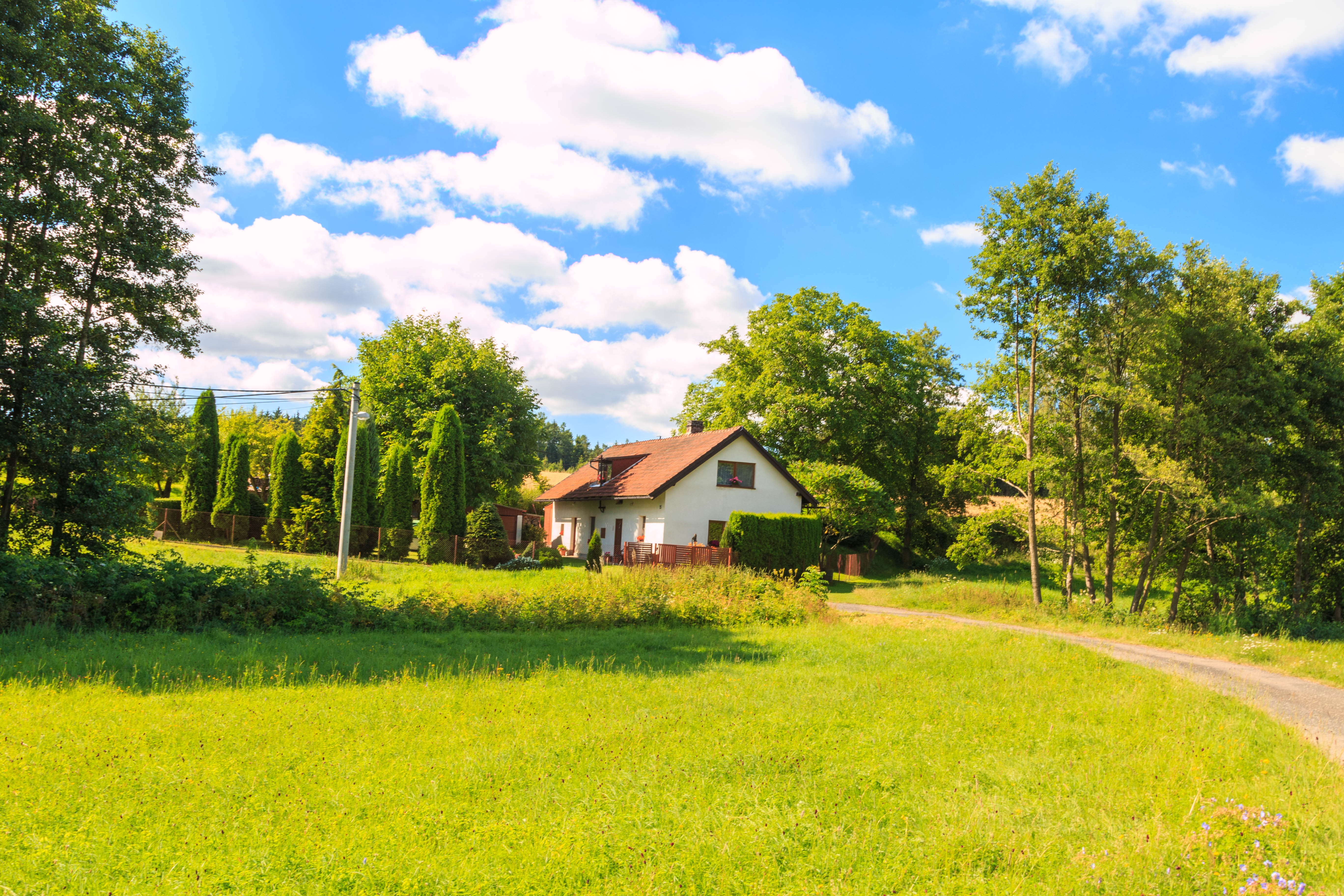
Дом № 25